# Duėljant
Duėljant (Дуэлянт) è un film del 2016 diretto da Aleksej Mizgirёv.

## Trama
Il film è ambientato nel 1860. L'agente Jakovlev torna a San Pietroburgo e diventa un invulnerabile duellante. Farà di tutto per vendicarsi dei suoi nemici e riconquistare il suo onore.